# تپه سخس‌آباد ۲
تپه سخس آباد ۲ مربوط به اواخر سده‌های اولیه دوران‌های تاریخی پس از اسلام است و در شهرستان بوئین‌زهرا، بخش شال، دهستان زین‌آباد، روستای سخس آباد واقع شده و این اثر در تاریخ ۲۶ اسفند ۱۳۸۶ با شمارهٔ ثبت ۲۲۲۲۸ به‌عنوان یکی از آثار ملی ایران به ثبت رسیده است.